# IISEPS
Das IISEPS (Independent Institute of Socio-Economic and Political Studies), auch als NISEPI bezeichnet  (von russisch НИСЭПИ, Независимый Институт Социально-Экономических и Политических Исследований), untersucht den gesellschaftlichen, wirtschaftlichen und politischen Prozess in Belarus und fördert Demokratie und Marktwirtschaft sowie die Bildung einer Zivilgesellschaft. Zu den Tätigkeiten des Instituts zählen regelmäßige Meinungsumfragen, Veröffentlichungen in belarussischen und internationalen Medien und die Organisation von Konferenzen und Seminaren.

## Geschichte
Kurz nach der Unabhängigkeit von Belarus wurde das Institut 1992 von dem Professor für Soziologie Oleg Manaev in Minsk gegründet. Im April 2005 wurde es von den Behörden aufgrund von verwaltungsrechtlichen Verstößen geschlossen. Das IISEPS sieht darin eine politische Maßnahme um die Arbeit des Instituts zu verhindern. Als Reaktion darauf wurde das Institut im litauischen Vilnius wiedereröffnet und setzt dort seine Arbeit fort.